# Ga Kita-Jūni-Jō
Ga Kita-Jūni-Jō (北12条駅) là ga Tàu điện ngầm đô thị Sapporo ở Kita, Sapporo, Hokkaidō, Nhật Bản. Nhà ga được đánh số  N05.

## Bố trí ga
| G                                 | Mặt đất                                                 | Lối vào/Lối ra                    |
| Sân ga                            | Sân ga cạnh, cửa sẽ mở ở bên trái                       | Sân ga cạnh, cửa sẽ mở ở bên trái |
| Sân ga 1                          | Tuyến Namboku đi N06 Sapporo (Hướng đi Makomanai) →     |                                   |
| Sân ga 2                          | ← Tuyến Namboku đi N04 Kita-Jūhachi-Jō (Hướng đi Asabu) |                                   |
| Sân ga cạnh, cửa sẽ mở ở bên trái |                                                         |                                   |

## Lịch sử
Nhà ga mở cửa vào ngày 16 tháng 12 năm 1971 cùng với thời điểm khai trương Tuyến Namboku từ Ga Makomanai đến Ga Kita-Nijūyo-Jō.

## Xung quanh nhà ga
- Quốc lộ 5, (đến Hakodate)
- Trung tâm phát triển cộng đồng Tetsunishi, quận Kita
- Bưu điện Kita-Jūni-Jō, Sapporo
- Khoa Dược, Đại học Hokkaido
- Bệnh viện Đại học Hokkaido
- Sapporo Masjid (Nhà thờ Hồi giáo). Nhà thờ Hồi giáo đầu tiên ở Sapporo và tỉnh Hokkaido.